# 西德尼·弗拉尼根
西德尼·弗拉尼根（英語：Sidney Flanigan，1998年12月19日—），美國電影演員、創作歌手。

## 生平
西德尼·弗拉尼根出生於紐約州水牛城。2020年因為演出伊萊莎·希特曼執導的《從不，很少，有時，總是》獲得好評，該片於第70屆柏林影展正式競賽單元中獲得評審團大獎銀熊獎，弗拉尼根隨後並憑此片獲得紐約影評人協會、波士頓影評人協會獎最佳女主角。

## 作品

### 電影
- 2020年：《從不，很少，有時，總是》(Never Rarely Sometimes Always)